# Austerità
In politica economica si definisce con il termine austerità la politica di bilancio restrittiva o di rigore dello Stato fatta di tagli alle spese pubbliche al fine di ridurre il deficit pubblico; il termine è usato principalmente in contesti economici per indicare la politica fiscale dello Stato che mira a raggiungere un equilibrato bilancio statale, fino all'optimum rappresentato dal pareggio di bilancio come espresso dall'omonimo teorema.

## Descrizione
Le politiche economiche di austerity vengono raggruppate nella definizione di "misure di austerità", e possono includere vari provvedimenti, quali la riduzione delle spese e disinvestimenti, l'ottimizzazione dei servizi (revisione della spesa pubblica), aumento della pressione fiscale sui cittadini contribuenti o stretta sulle pensioni (o entrambi), e possono tutte essere impiegate dal governo per dimostrare ai creditori e alle agenzie di rating la disciplina fiscale dello Stato, portando il livello del gettito fiscale più vicino a quello della spesa pubblica.
Nella maggior parte dei modelli macroeconomici l'adozione di misure di austerità ha come conseguenza la crescita di disuguaglianze economiche e conflitti sociali tra i cittadini: fenomeni potenzialmente innescabili dall'austerity sono la disoccupazione, il crollo o aumento dei prezzi (e quindi un innalzamento o abbassamento del potere d'acquisto per i consumatori), recessione, riduzione dei consumi, e vari altri.
Siccome la spesa pubblica contribuisce al prodotto interno lordo (PIL), la sua riduzione può avere come effetto collaterale uno squilibrio nel rapporto tra debito e PIL, misura chiave del debito oneroso sullo Stato.
Un esempio storico dell'adottamento dell'austerity è stato lo scatenarsi della Grande recessione nell'Eurozona (2007-2015), in cui vari Paesi membri dell'Unione europea (Grecia, Portogallo, Italia, Spagna e Irlanda) a rischio default adottarono misure di austerità (più o meno drastiche a seconda di ogni singolo caso): la disoccupazione salì a livelli altissimi e il rapporto debito-PIL aumentò notevolmente, nonostante la riduzione dei deficit di bilancio (vedi Teorema di Haavelmo). Gli effetti a lungo termine dell'austerità vennero percepiti negli anni successivi anche da Paesi dell'Unione più stabili sul piano economico (Germania, Francia e Regno Unito).
Esempi in tal senso vengono dalla grande recessione (crisi del debito sovrano europeo) con misure messe in atto dalla cosiddetta troika a favore dei paesi dell'Unione europea a rischio insolvenza sovrana (es. Grecia) per stimolare il risanamento interno dei conti pubblici ovvero forzare interventi di politica economica interna che agiscano sulle cause del malfunzionamento economico interno come prezzo per beneficiare dei finanziamenti di aiuto, evitando così il reiterarsi di situazioni simili in futuro. I critici a tale misura fanno invece notare l'esistenza del cosiddetto fondo salva-stati per far fronte ad emergenze simili. In Italia misure di austerità si sono avute ad esempio con i governi di Lamberto Dini, Romano Prodi e, più recentemente, Mario Monti per far fronte ad esigenze particolari quali l'entrata nell'Unione economica e monetaria dell'Unione europea e la crisi del debito italiano.
Secondo alcuni autori, l'austerità ha spesso lo scopo di dimostrare ai creditori la solvibilità, dunque la credibilità, a lungo termine del Sistema Paese favorendo in tal modo la ripresa economica grazie alla maggior fiducia degli investitori interni ed esteri nell'acquisizione di titoli di Stato per coprire il deficit.
Altri autori (tra cui quelli di orientamento keynesiano), come il premio nobel Paul Krugman, sostengono che non ci sia nessuna prova a favore di questo argomento e che nonostante i deficit eccezionalmente elevati, i tassi d'interesse sui titoli di Stato sono oggi già abbastanza bassi e senza precedenti in tutti i principali paesi in cui c'è una banca centrale normalmente funzionante. Altri critici sostengono che misure restrittive di austerità su economie in recessione abbiano effetti disastrosi e peggiorativi sul Sistema economico.

## Utilizzo e motivazioni
Le misure di austerità vengono solitamente adottate da uno Stato se c'è il concreto rischio che quest'ultimo non sia in grado di rispettare i suoi obblighi bancari (i bond).
In una tale situazione, le banche e gli investitori perdono fiducia nell'abilità del governo di risanare i propri debiti e/o di volerli pagare, o rifiutarsi di passare sopra ai debiti esistenti, o pretendere tassi d'interesse molto alti. Le istituzioni finanziarie internazionali come il Fondo monetario internazionale (FMI) possono richiedere misure di austerità come parte di un aggiustamento strutturale nel momento in cui svolgono il ruolo di prestatore di ultima istanza.
Le misure di austerità possono inoltre fare leva sulla classe più facoltosa di creditori, che preferiscono una bassa inflazione e una maggior probabilità di recupero dell'investimento sui loro titoli di Stato da governi meno sregolati. In tempi recenti l'austerità è stata perseguita da governi che si erano pesantemente indebitati assumendo debiti privati in seguito a delle crisi bancarie (ciò avvenne ad esempio quando l'Irlanda, dopo aver rifiutato più volte l'offerta del bail-out, assunse i debiti del suo settore bancario privato durante la crisi del debito europeo; il salvataggio del settore privato ebbe come effetto il taglio degli sprechi nel settore pubblico).

## Considerazioni teoretiche

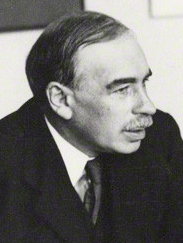
John Keynes nel 1933; fotografia dalla National Portrait Gallery di Londra.

Le politiche del rigore ebbero attenzione in un primo tempo durante la Grande depressione negli Stati Uniti (anni trenta); John Maynard Keynes divenne il pianificatore delle strategie economiche di ripresa dell'America dopo la profonda crisi che questa aveva subito negli anni precedenti, e tra i provvedimenti di Keynes attuati dal governo statunitense vi era l'interruzione delle misure di austerità, poiché queste non erano in grado di far ripartire l'economia.
Gli economisti contemporanei tipicamente appartenenti alle scuole di pensiero keynesiana e neo-keynesiana sostengono che i deficit di bilancio funzionano meglio in sistemi economici in recessione, perché così riducono la disoccupazione e spronano la crescita del PIL.
La ripresa economica attraverso l'austerità è resa difficile anche da altri fattori e possibili rischi, quali ad esempio le reazioni a catena che questa può scatenare. In ogni sistema economico le spese di un consumatore sono il guadagno di un altro; ma se le misure di austerità prese dal governo (quindi tagli delle spese, aumento delle tasse ecc.) hanno come effetto il risparmio di denaro piuttosto che la sua spesa da parte di tutti i cittadini (quindi i consumatori), de facto diventeranno tutti più poveri, poiché la liquidità generale sarà diminuita. Si ritroveranno perciò in una trappola economica detta "paradosso della parsimonia", la quale aggrava la recessione nel momento in cui diminuisce il PIL.
A seguito dell'accentuarsi della crisi economica greca nel corso del 2015, anche enti quali il Fondo Monetario Internazionale hanno dedicato studi all'analisi degli effetti negativi dell'austerità, in particolare negli effetti correlati nell'accentuazione delle disuguaglianze sociali.